# Gigaemon Ichikawa
Gigaemon Ichikawa (市川 十億衛門  Ichikawa Gigaemon?) es un guionista de anime japonés. Se ha desempeñado como escritor principal de series como Kedama no Gonjirō, Shinka no Mi: Shiranai Uchi ni Kachigumi Jinsei, Otonari ni Ginga y Himitsu no AiPri entre otras.

## Biografía
Miyaji nació en 1979 en la Prefectura de Osaka. A la edad de 22 años, se trasladó a Tokio con la aspiración de convertirse en actor. Durante su participación en actividades teatrales, conoció a Masafumi Sugiura y Takuya Masumoto. Cuando iba a cumplir 30 años, pidió a Sugiura y Masumoto que lo dejaran ayudarles en cualquier cosa relacionada con su trabajo. Aunque no tenía experiencia escribiendo guiones, había elaborado algunos para un grupo de sketches que fundó, los cuales fueron bien recibidos por ambos, lo que lo motivó a buscar su apoyo.
Comenzó colaborando en la generación de ideas para el programa Shakin! en el que participaba Sugiura, lo que lo llevó a convertirse en guionista de la serie.
Su debut como guionista llegó al desarrollar un borrador para un drama televisivo por solicitud de Masumoto, lo que derivó en la escritura del guion de un drama de 30 minutos. En los primeros años de su carrera, trabajó principalmente como guionista de programas de televisión.
Posteriormente, ingresó al mundo de los guiones para anime tras recibir una invitación de Takahiro Nagano, también guionista en la misma agencia, Pita. Sobre esta invitación, comentó: "Si no hubiera recibido la invitación del señor Nagano, no estaría donde estoy hoy".
Entre 2019 y 2020, fue responsable por primera vez de la composición de una serie como único encargado, con el anime Kedama no Gonjirō.

## Trabajos

### Anime

#### Series de televisión
| Año  | Anime                                                | Estudio                        | Funciones                                                                                       | Refs.         |
| ---- | ---------------------------------------------------- | ------------------------------ | ----------------------------------------------------------------------------------------------- | ------------- |
| 2014 | Chikasugi Idol Akae-chan                             | DLE                            | Composición de la serie Guionista                                                               | [ 4 ]         |
| 2015 | Oshiri Kajiri Mushi 4th Season                       | Kinema Citrus                  | Guionista                                                                                       | [ 5 ]         |
| 2017 | Duel Masters                                         | Ascension                      | Guionista (#47-48)                                                                              | [ 6 ]         |
| 2017 | 100% Pascal-sensei                                   | OLM                            | Guionista (#20a, 20c, 22a, 22c, 29a, 29c, 30a, 30c, 31a, 31c, 32a, 32c)                         | [ 7 ]         |
| 2018 | Duel Masters!                                        | Ascension                      | Guionista (#4, 11, 17, 22, 28, 34, 38, 40, 49)                                                  | [ 8 ]         |
| 2018 | GeGeGe no Kitarō                                     | Toei Animation                 | Guionista (#55, 61, 67, 84, 88)                                                                 | [ 9 ]         |
| 2018 | Bakutsuri Bar Hunter                                 | Toei Animation Gallop          | Guionista (#4, 10, 15, 18, 23)                                                                  | [ 10 ]        |
| 2019 | Kedama no Gonjirō                                    | OLM Wit Studio Signal.MD       | Composición de la serie Guionista (#1, 4, 7, 10, 12, 15, 19, 22, 25, 29, 35, 38, 42, 45-46, 51) | [ 11 ]        |
| 2019 | Duel Masters!!                                       | Brain's Base                   | Guionista (#5, 13, 18, 26, 28, 39, 44, 49)                                                      | [ 12 ]        |
| 2020 | Duel Masters King                                    | Brain's Base                   | Guionista (#6, 10, 16, 21, 29, 30, 36, 41)                                                      | [ 13 ]        |
| 2021 | Duel Masters King!                                   | Brain's Base                   | Guionista (#3, 12, 17, 24, 37)                                                                  | [ 14 ]        |
| 2021 | Shinka no Mi: Shiranai Uchi ni Kachigumi Jinsei      | Hotline                        | Composición de la serie Guionista (#1-2, 5-6, 9, 12)                                            | [ 15 ] [ 16 ] |
| 2022 | Duel Masters King Max                                | Brain's Base                   | Guionista (#6, 13)                                                                              | [ 17 ]        |
| 2022 | Duel Masters Win                                     | Brain's Base                   | Guionista (#4, 11, 17, 27)                                                                      | [ 18 ]        |
| 2023 | Kizuna no Allele                                     | Wit Studio Signal.MD           | Guionista (#4, 7, 12)                                                                           | [ 19 ]        |
| 2023 | Shin Shinka no Mi: Shiranai Uchi ni Kachigumi Jinsei | Hotline                        | Composición de la serie Guionista (#1-2, 5, 12)                                                 | [ 20 ] [ 21 ] |
| 2023 | Duel Masters Win: Duel Wars-hen                      | Brain's Base                   | Guionista (#6, 11, 16, 24, 25, 31, 32, 40)                                                      | [ 22 ]        |
| 2023 | Otonari ni Ginga                                     | Asahi Production               | Composición de la serie Guionista (#1-2, 5, 12)                                                 | [ 23 ]        |
| 2023 | Kizuna no Allele Season 2                            | Wit Studio Signal.MD           | Guionista (#13, 19, 23)                                                                         | [ 24 ]        |
| 2024 | Himitsu no AiPri                                     | OLM Dongwoo A&E                | Composición de la serie Guionista (#1-2, 6, 13, 18-19, 27-28, 35, 41)                           | [ 25 ]        |
| 2024 | Punirunes: Puni 2                                    | OLM Digital                    | Composición de la serie Guionista (#1-2, 12, 19, 23-24)                                         | [ 26 ] [ 27 ] |
| 2024 | Shinkalion: Change the World                         | Production I.G Signal.MD       | Guionista (#5-6, 12, 18, 24-25, 33-34)                                                          | [ 28 ]        |
| 2025 | Hazure Skill "Kinomi Master"                         | Asahi Production               | Composición de la serie Guionista (#1, 4, 7, 12)                                                | [ 29 ] [ 30 ] |
| 2025 | Himitsu no AiPri: Ring-hen                           | OLM Dongwoo A&E                | Composición de la serie                                                                         | [ 31 ]        |
| 2025 | Sozai Saishuka no Isekai Ryokōki                     | SynergySP Tatsunoko Production | Composición de la serie                                                                         | [ 32 ] [ 33 ] |
| TBA  | Black Torch                                          | 100studio                      | Composición de la serie                                                                         | [ 34 ]        |

### Videojuegos
- Phantom of the Kill (2016)[35]
- For Whom the Alchemist Exists (2016)[35]
- Shinobi Nightmare (2016)[35]
- Tabeoja (2020)[35]